# Vivica Bandler
Vivica Aina Fanny Bandler, née von Frenckell, le 5 février 1917 à Helsinki et morte le 30 juillet 2004 à Helsinki, est une metteuse en scène et directrice de théâtre finlandaise. Elle est connue pour avoir popularisé le théâtre d'avant-garde dans les pays nordiques. 

## Biographie

### Jeunesse
Vivica von Frenckell naît à Helsinki, en Finlande, en 1917. Elle est la fille du maire d'Helsinki Erik von Frenckell et de l'historienne du théâtre Ester-Margaret Lindberg. Dans les années 1930, elle se rend à Paris pour étudier le cinéma auprès du réalisateur français Maurice Cloche. De retour dans son pays, elle cherche à devenir réalisatrice, sans succès. Elle subit des discriminations sexistes qui lui font choisir une autre voie. Elle étudie l'agronomie et obtient son diplôme en 1943. Elle s'occupe ensuite d'entretenir la maison familiale, Saari Manor, une maison historique située à Tammela. Durant la Seconde Guerre mondiale, elle sert dans le Lotta Svärd.

### Carrière au théâtre
Après la guerre, Vivica Bandler commence par travailler dans un théâtre amateur à Tammela. En 1939, elle fonde le premier théâtre étudiant suédois d'Helsinki, Studentteatern.  
Vivica Bandler devient directrice du théâtre suédois, basé à Helsinki, en 1947, puis du Lilla Teatern en 1955. Elle y met en scène des pièces d'avant-garde d'auteurs française, comme Jean Genet, Jean Anouilh ou Jean-Paul Sartre. Ses qualités de metteuse en scène et directrice sont très vite saluées, si bien que sa carrière dépasse la Finlande. Elle dirige le Oslo Nye Teater à Oslo, en Norvège de 1967 à 1969, puis le Stadsteatern en Suède de 1969 à 1980. 
Lors de visites de réalisateurs venus au cinéma en Finlande, elle est souvent traductrice, comme pour Jacques Feyder[réf. nécessaire].  
En 1992, elle publie son autobiographie sous le titre Adressaten okänd (Destinataire inconnu).

## Vie privée
En 1943, elle épouse l'Autrichien Kurt Bandler en 1943. Ils restent ensemble durant 20 ans et divorcent en 1963. En 1946, Vivica Bandler vit une histoire d'amour avec l'écrivaine Tove Jansson. Cette relation est documentée par une série de lettres échangées pendant quelques années. Tove Jansson a inclus leur histoire dans sa série Moomin comme Thingumy et Bob (Bob, dont le nom original était Vifslan, étant basé sur Vivica). Les deux femmes ont finalement rompu mais continué à entretenir une forte amitié. Vivica Bandler adapte deux des histoires Moomin de Tove Jansson au théâtre. En coopération avec Kurt Bandler, elle traduit les trois premiers livres des Moomin en allemand. 

## Reconnaissance
En 1962, elle recoit la Médaille Pro Finlandia.
En 1969, Vivica Bandler reçoit l'Ordre du Lion de Finlande[réf. nécessaire]. 
En 2020, l'actrice Krista Kosonen interprète Vivica Bandler dans un biopic dédié à Tove Jansson.

## Ouvrage
- (sv) Vivica Bandler, Adressaten okänd, Norstedt, 1992 (ISBN 978-91-1-929182-0, lire en ligne)